# RSI Rete Tre
 (décembre 2023).
Si vous disposez d'ouvrages ou d'articles de référence ou si vous connaissez des sites web de qualité traitant du thème abordé ici, merci de compléter l'article en donnant les références utiles à sa vérifiabilité et en les liant à la section « Notes et références ».
RSI Rete Tre est la troisième station de radio publique et qui émet principalement à destination de la population suisse italienne. Elle est la station « jeunesse » de la Radiotelevisione svizzera di lingua italiana (RSI).

## Historique
La radio est lancée à 00:03 le 1er janvier 1988. En 2008, à Lugano, une grande manifestation est organisée pour les vingt ans d'existence de la station.

## Programme
RSI Rete Tre diffuse un programme jeunesse et de la musique. Elle couvre toutes les manifestations jeunesses se déroulant dans les cantons italophones des Grisons et du Tessin.

## Réception
RSI Rete Tre est diffusée par satellite. Elle est également diffusée par DAB et par la FM mais uniquement dans la partie italophone de la Suisse, au Tessin et dans les Grisons italophones.

## Logos

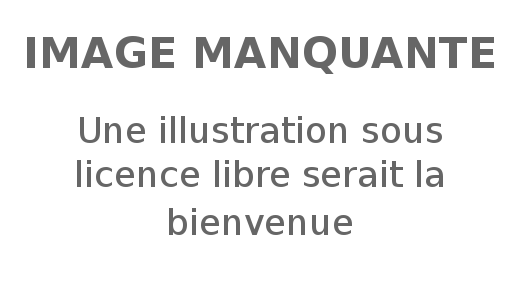
Ancien logo de Rete 3 de 1988 à 1999[réf. nécessaire].
Logo de Rete Tre de 1999 à 2009[1],[2].
Logo de RSI Rete Tre de 2009 à 2012.
Logo de RSI Rete Tre depuis 2012.